# Histogram of oriented gradients

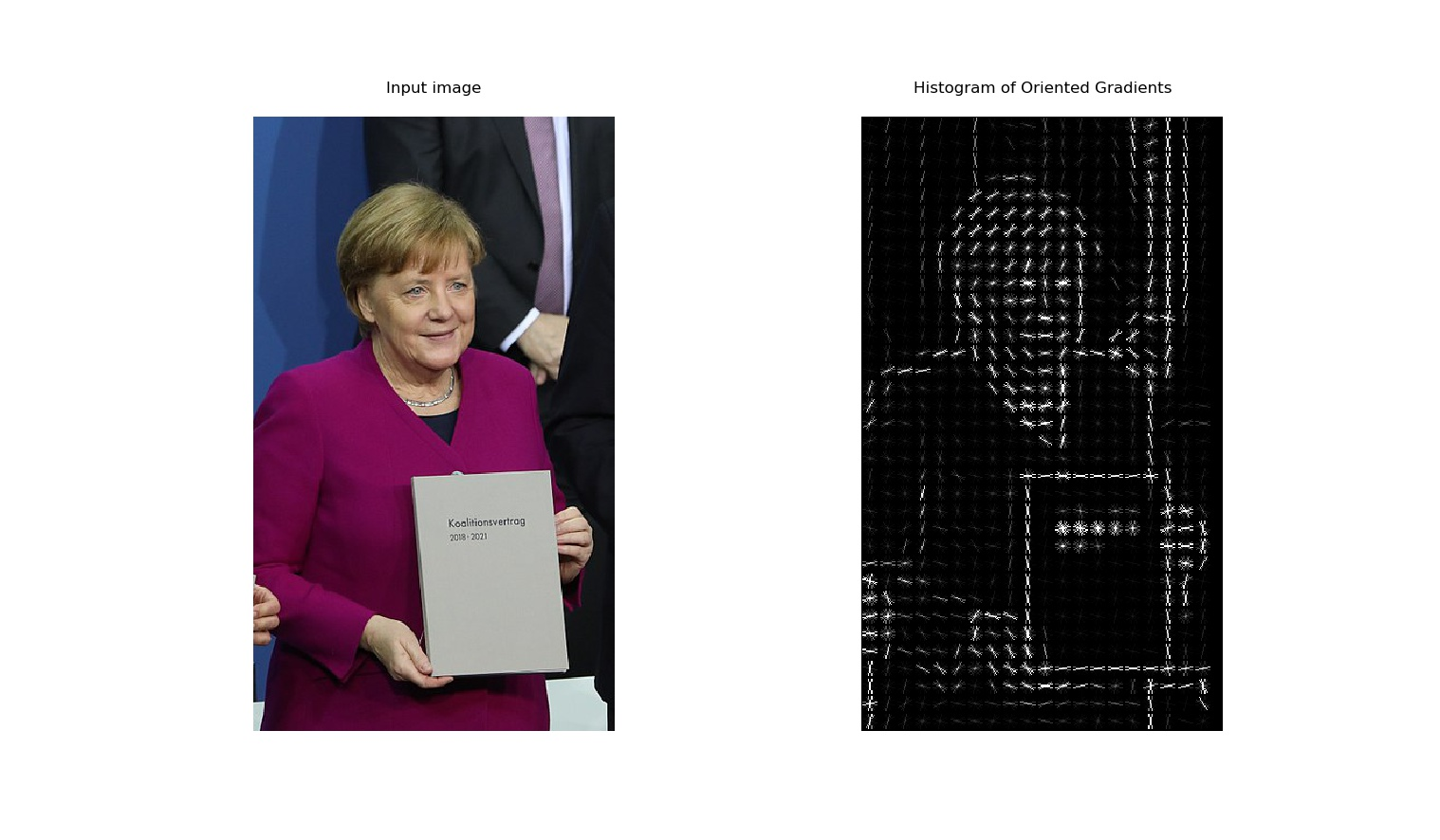
Links das Original und rechts das mit Scikit-image berechnete und visualisierte HOG

Das Histogram of oriented gradients (HOG) ist ein Hilfsmittel zur Merkmalsgewinnung in der Bildverarbeitung. Es wird insbesondere zur Detektion von Personen auf Fotos verwendet. In einer Arbeit bei Udacity wurde im Jahr 2017 auch der Einsatz zur Erkennung von bewegten Kraftfahrzeugen in einem Video demonstriert. Zur Objekterkennung ist immer ein Trainingsvorgang erforderlich. Die Größe des Trainingsdatensatzes hat einen Einfluss auf die Qualität der Objekterkennung. Bei HOG benötigt dieses Training deutlich weniger Beispiele und kann deutlich schneller als z. B. bei Haar-Wavelets durchgeführt werden.
Der grundlegende Gedanke ist, dass Aussehen und Form von Objekten innerhalb eines Fotos auch ohne näheres Wissen über die Positionen von Kanten oder Ecken  durch die Verteilung der lokalen Intensität oder der Anordnung der Kanten dargestellt werden kann. Daher wird das Bild in Teilbereiche zerlegt und für jeden Teilbereich werden die Orientierungen aller Kanten bestimmt und deren Anzahl als Histogramm gespeichert.
Eine weitere Anwendung ist, dass auf diese Weise die Ähnlichkeit zwischen verschiedenen Bildern bestimmt werden kann – ähnlich wie bei der Scale-invariant feature transform (SIFT).
Robert K. McConnell hat das grundsätzliche Verfahren bereits 1986 in einem Patent beschrieben, bekannt wurde das Konzept und die Bezeichnung „Histogram of oriented gradients“ durch eine Veröffentlichung von Navneet Dalal and Bill Triggs im Jahr 2005, welche zu diesem Zeitpunkt am Institut national de recherche en informatique et en automatique forschten.

## Software

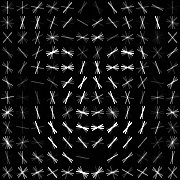
Mit Dlib erstellte Visualisierung eines trainierten HOG-Detectors zur Gesichtserkennung.

In freien Software-Bibliotheken zur Bildverarbeitung wie Scikit-image, OpenCV und Dlib sind Methoden zur Berechnung des HOG enthalten.